# Megaerops wetmorei
Espèce
Statut de conservation UICN

 VU A4c : Vulnérable
Megaerops wetmorei est une espèce de chauve-souris, du genre Megaerops. On la trouve en Malaisie, en Indonésie et aux Philippines.